# Черемисина, Александра Алексеевна
Александра Алексеевна Черемисина (род. 22 ноября 1930) — советский учитель,  Герой Социалистического Труда, почетный гражданин Братского района

## Биография
Черемисина Александра Алексеевна родилась 22 ноября 1930 г. в с. Лучиха Братского района Иркутской области в крестьянской семье.
С 17 лет учитель начальных классов в д. Филипово Братского района. В 1958 году закончила Иркутское педагогическое училище, затем получила высшее образование закончив в 1975 г. Иркутский педагогический институт.  С 1961 по 1987 годы работала учителем начальных классов Калтукской средней школы.
В 1979 – 1987 годах трижды избиралась депутатом Иркутского областного Совета народных депутатов, была депутатом Калтукского сельсовета. Избиралась также председателем профкома школы и членом обкома профсоюза, была делегатом XVII съезда профсоюзов СССР.
Работала учителем начальных классов до 1987 года, затем стала методистом по начальным классам Братского районного отдела народного образования, где проработала до выхода на пенсию в 1994 году. Скончалась А.А. Черемисина 4 сентября 2009 г.

### Трудовой подвиг
27 июня 1978 года А.А. Черемисиной было присвоено звание Героя Социалистического Труда, она единственная из работников народного образования в Иркутской области, имеющая это высокое звание.

## Награды
Награждена Александра Алексеевна следующими наградами и званиями: 
- Орденом "Знак Почета" (№ 796437 от 25.01.71 г., №687646 от 25.08.71 г.);
- Орденом Ленина (№430075 от 27.06.78 г.);
- Золотой медалью "Серп и молот" (№19105 от 27.06.78 г.);
- Медалью "За доблестный труд. В ознаменование 100-летия со дня рождения В.И.Ленина (от имени Президиума Верховного Совета СССР 1975 г.);
- Знаком «Отличник народного просвещения» (№189587 Решением №413 от 20.12.76 г.);
- Званием "Почетный гражданин Братского района" (Пост. №356 от 28.06.96г. удост №23);
- Ветеран труда (удост. 28.05.84 г.).